# Markus Holgersson
Sven Markus Holgersson (Landskrona, 30 novembre 1984) è un ex calciatore svedese, di ruolo difensore.

## Palmarès

### Club

#### Competizioni nazionali
- Campionato svedese: 1

Helsingborg: 2011
- Coppa di Svezia: 2

Helsingborg: 2010, 2011
- Supercoppa di Svezia: 1

Helsingborg: 2011
- Superettan: 1

Helsingborg: 2018